# Бенереску, Петре Михай

Академик Петре Михай Бенереску

Петре Михай Бенереску, или Бэнэреску (рум. Petre Mihai Bănărescu; 15 сентября 1921, Крайова — 12 мая 2009, Бухарест) — румынский ихтиолог, гидробиолог, биогеограф, академик, член-корреспондент Румынской академии.

## Научная деятельность
Занимался методическими и методологическими проблемами биогеографии, преимущественно с точки зрения фауны континентальных водоемов. Разработал концепцию зоогеографического районирования континентальных водоемов земного шара.
Автор около 300 научных работ и публикаций.
С 1975 — почëтный член Американского общества ихтиологов и герпетологов. С 1988 — почëтный член Европейского общества ихтиологов.

## Избранные труды
- Bănărescu P., Vasiliu G., Animale de apă dulce și răspândirea lor, București, Editura Științifică, 1960
- Bănărescu, M.P., Fauna Republicii Populare Romîne, Volumul XIII. Pisces — Osteichthyes (pești ganoizi și osisi). Editura Academiei Republicii Populare Române, București, 1964 (962 pagini)
- Bănărescu M.P., Principii și probleme de zoogeografie, București, 1970
- Bănărescu, P., Boșcaiu N., Biogeografie, perspectivă genetică și istorică, Editura Științifică, București, 1973